# Clostera erema
Clostera erema är en fjärilsart som beskrevs av Felix Bryk 1942. Clostera erema ingår i släktet Clostera och familjen tandspinnare. Inga underarter finns listade i Catalogue of Life.